# Georgien i olympiska sommarspelen 2000
Georgien deltog i de olympiska sommarspelen 2000 med en trupp bestående av 36 deltagare, 27 män och 9 kvinnor, och de tog totalt sex medaljer.

## Medaljer

### Brons
- Vladimir Tjanturia - Boxning, tungvikt
- Akaki Tjatjua - Brottning, grekisk-romersk stil 63 kg
- Muchran Vachtangadze - Brottning, grekisk-romersk stil 85 kg
- Eldar Kurtanidze - Brottning, fristil 97 kg
- Giorgi Vazagasjvili - Judo, medellättvikt 66 kg
- Giorgi Asanidze - Tyngdlyftning, 77-85 kg

## Boxning
Bantamvikt
- Theimuraz Khurtsilava
  - Omgång 1 - Besegrade Aram Ramazyan från Armenien
  - Omgång 2 - Förlorade mot Raimkul Malakhbekov från Ryssland (→ gick inte vidare)

Tungvikt
- Vladimer Chanturia
  - Omgång 1 - Bye
  - Omgång 2 - Besegrade Amro Mostafa Mahmoud of Egypt
  - Kvartsfinal - Besegrade Ruslan Chagaev från Uzbekistan
  - Semifinal - Förlorade mot Sultanahmed Ibzagimov från Ryssland - Brons

## Bågskytte
| Damernas individuella |                     |                             |                     |                |                             |                |                  |                   |                  |
|                       | Khatuna Phutkaradze | Khatuna Phutkaradze         | Khatuna Phutkaradze | Khatuna Lorigi | Khatuna Lorigi              | Khatuna Lorigi | Asmat Diasamidze | Asmat Diasamidze  | Asmat Diasamidze |
| 1/32 eliminations     | Förlorade mot       | Kate Fairweather Australien | 166-158             | Förlorade mot  | Melissa Jennison Australien | 160-151        | Förlorade mot    | Yi-Yin Lin Taiwan | 158-140          |

Damernas lagtävling
- Phutkaradze, Lorigi, och Diasamidze — Åttondelsfinal, 12:e plats (0-1)

## Friidrott
Herrarnas 100 meter
- Ruslan Rusidze
  - Omgång 1 - 10.7 (→ gick inte vidare)

Damernas 100 meter
- Tamara Shanidze
  - Omgång 1 - 12.56 (→ gick inte vidare)

## Simhopp
| Hoppare         | Gren          | Kval   | Kval      | Semifinal        | Semifinal        | Final            | Final            |
| Hoppare         | Gren          | Poäng  | Placering | Poäng            | Placering        | Poäng            | Placering        |
| --------------- | ------------- | ------ | --------- | ---------------- | ---------------- | ---------------- | ---------------- |
| Nana Nebieridze | Damernas 10 m | 252,09 | 26        | Gick inte vidare | Gick inte vidare | Gick inte vidare | Gick inte vidare |